# Schwungradsynchronisation
Die Schwungradsynchronisation ist ein Verfahren, das insbesondere ab Mitte des 20. Jahrhunderts zur Stabilisierung der horizontalen Lage der Zeilen in Fernsehempfängern verwendet wird.
Die Schwungradsynchronisation beruht auf der Filterung der Zeilenfrequenz durch einen Schwingkreis (als Schwungrad bezeichnet). Weil der Schwingkreis aufgrund seiner Trägheit Fehler ausmittelt, die zum Beispiel durch eine Änderung der mittleren Helligkeit entstehen, haben die Zeilen zueinander eine stabilere Lage. Große Fehler führen allerdings zu einem Einschwingvorgang, der sich insbesondere bei älteren Geräten darin äußert, dass die Lage der Halbbilder am oberen Bildrand nicht übereinstimmt. Die Ursache sind die Halbzeilenimpulse (Trabanten und V-Impulse) im Synchronsignal, die unterdrückt werden sollten, bevor das Signal den Schwingkreis erreicht. Zu Testzwecken gibt es ein Testbild, bei dem die obere Bildhälfte weiß und die untere schwarz ist.
Die Idee der Schwungradsynchronisation liegt auch der Erzeugung des Hilfsträgers zur Demodulation des quadraturmodulierten Farbsignals beim PAL- und dem NTSC-Verfahren zugrunde. Die Synchronisation in Bezug auf die Phasenlage erfolgt auch hier lediglich durch einen Burst-Impuls am Beginn der Zeile, also mit Zeilenfrequenz.
Auch zur Aufrechterhaltung einer stabilen Umschaltung von Zeile zu Zeile bei PAL wird oft ein Schwungradkreis, in diesem Fall mit der halben Zeilenfrequenz, genutzt.
Weil der Synchronismus der Zeilenumschaltung bei SECAM nur am Anfang der Halbbilder hergestellt wird, ist ein Schwungradkreis praktisch zwingend, der sich entweder in der Ablenkschaltung des Empfängers oder als Schwingkreis mit halber Zeilenfrequenz im separaten SECAM-Decoder (z. B. in Studioanlagen) befindet.